# Iron Ore Company of Canada

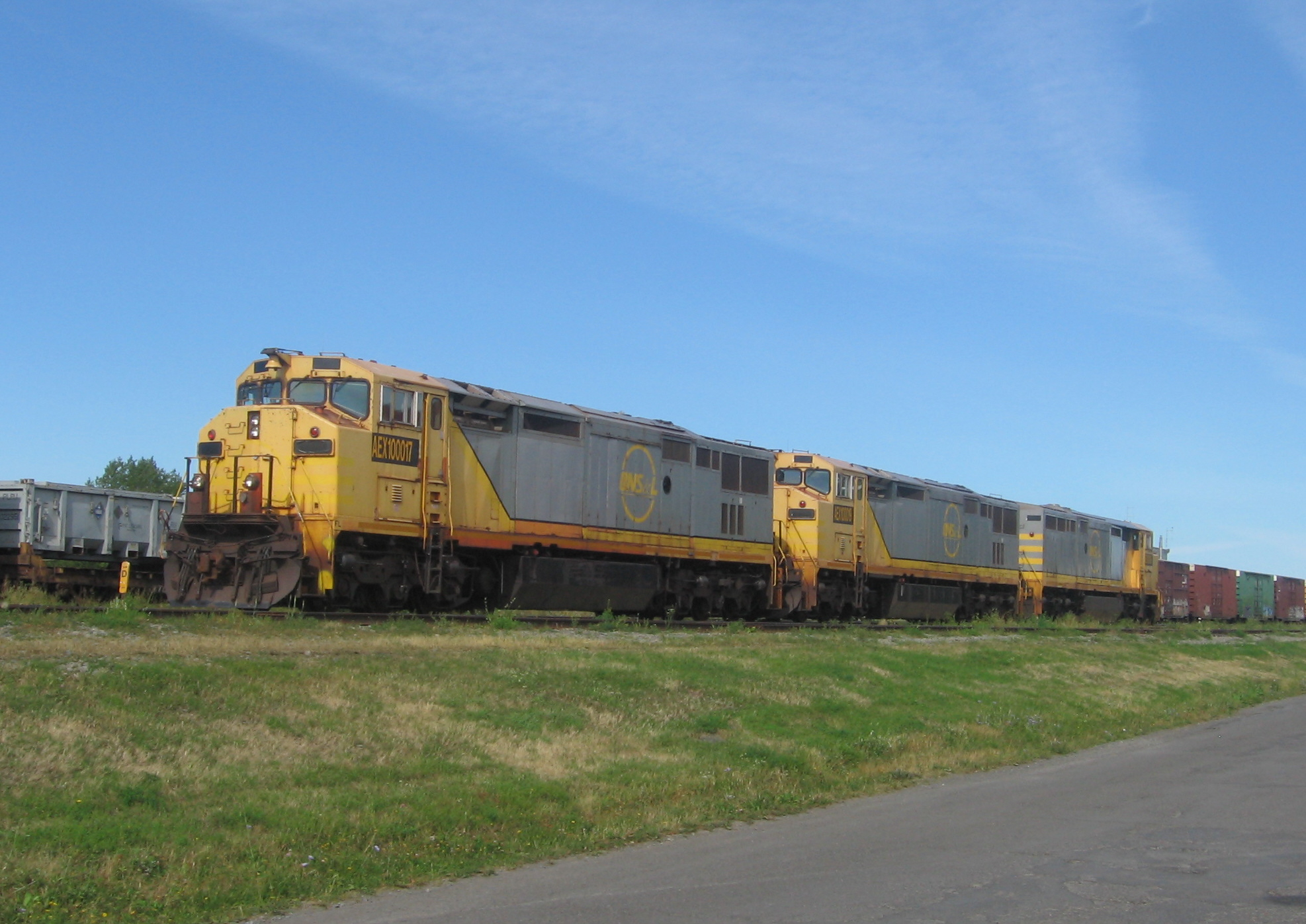
locomotieven van de QNS&L

Iron Ore Company of Canada (ook wel afgekort tot IOC) (Frans: Compagnie Minière IOC) is een Canadees mijnbouwbedrijf. Het mijnt ijzererts op de grens van Quebec en Newfoundland en Labrador. Het werd in 1949 opgericht. Het hoofdkantoor staat in Montreal, Quebec, maar de belangrijkste ijzerertsmijnen liggen bij Labrador City, Newfoundland en Labrador. Tegenwoordig is de Rio Tinto Group de grootste aandeelhouder met een belang van 58,7%.
Om het ijzererts naar de haven van Sept-Îles te vervoeren heeft de maatschappij een spoorlijn aangelegd, de Quebec North Shore and Labrador Railway (QNS&L) waarvan alle aandelen in handen zijn van IOC.

## Activiteiten
Het erts heeft bij de winning een ijzergehalte van 38%. Het wordt naar de installaties in Labrador City getransporteerd via een zes kilometer lange transportband. Hier wordt het ijzergehalte in het erts opgewerkt naar zo’n 65% en verwerkt tot pellets. De pelletfabriek heeft een capaciteit van ongeveer 13 miljoen ton en in totaal leverde IOC zo’n 16,5 miljoen ton erts in 2023.
Per trein wordt het erts naar de haven vervoerd. Elke trein heeft een lengte van 2,5 kilometer en per keer wordt 24.000 ton erts in 265 wagons meegenomen. De spoorlijn heeft een capaciteit van 35 miljoen ton per jaar. Bij de haven aangekomen is er op de kade bij Sept-Îles ruimte om vijf miljoen ton erts op te slaan en bulkcarriers tot 255.000 ton kunnen afmeren om te laden. Europa is de belangrijkste afnemer van het erts gevolgd door Azië en Noord-Amerika. Noord-Amerika neemt ongeveer een kwart van al het erts af.

## Aandeelhouders
In 2000 nam Rio Tinto Group het aandeel van North Limited over en werd met een belang van 59% de grootste aandeelhouder. De andere aandeelhouders zijn Mitsubishi Corp (26%) en Labrador Iron Ore Royalty Income Fund (15%). Deze laatste is een investeringsfonds en heeft een belang in de oprichter van het IOC, de Labrador Mining Co Ltd.& Hollinger Hanna Limited.
Rio Tinto zocht een koper voor haar belang. In oktober 2013 zag het Chinese mijnbouwbedrijf Minmetals af van de overname van het belang omdat het de vraagprijs van ruim US$ 3,5 miljard te hoog vond. Eerder had Canada's Teck Resources ook al een bod niet doorgezet.

## Geschiedenis
De Amerikaanse staalindustrie heeft decennia geprofiteerd van grote ertsreserves in de Mesabi Range in Minnesota. Het erts werd over de Grote Meren vervoerd van Duluth naar de hoogovens. Na de Tweede Wereldoorlog ging de staalindustrie op zoek naar alternatieve ijzererts gebieden. Bij Schefferville en Labrador City in Canada waren grote voorkomens ontdekt en tussen 1945 en 1949 werden plannen gemaakt dit erts te mijnen. In 1949 werd de Iron Ore Company of Canada opgericht en werd met de aanleg van de mijnen een start gemaakt. Om het erts naar de haven te krijgen werd tussen 1951 en 1954 een 414 kilometer lange spoorlijn aangelegd.

## Naslagwerk
- (en)  Greren, Richard Cain's legacy: the building of Iron Ore Company of Canada, uitgever: Sept-Îles, Quebec, Iron Ore Company of Canada, 1990